# Unithema
Unithema is een geslacht van rechtvleugeligen uit de familie krekels (Gryllidae). De wetenschappelijke naam van dit geslacht is voor het eerst geldig gepubliceerd in 1991 door Desutter-Grandcolas.

## Soorten
Het geslacht Unithema omvat de volgende soorten:
- Unithema guadelupensis Desutter-Grandcolas, 1991
- Unithema hypomelaena Desutter-Grandcolas, 1991
- Unithema xanthochosmea Desutter-Grandcolas, 1991